# Glowe (Friedland)
Glowe (niedersorbisch Głowje) ist ein Wohnplatz im Ortsteil Leißnitz der Stadt Friedland (Landkreis Oder-Spree, Brandenburg). Glowe war im ausgehenden Mittelalter bis zu Beginn des 20. Jahrhunderts Rittergut; der daraus gebildete Gutsbezirk wurde 1928 in die Gemeinde Sarkow eingemeindet.

## Geographie
Glowe liegt etwas über 4 km Luftlinie westsüdwestlich von Friedland und knapp 10 km südwestlich von Beeskow. Es liegt am Ostufer des Glower Sees, der über eine Engstelle („Der Hals“) mit dem Schwielochsee verbunden ist. Nördlich dieser Engstelle mündet die Spree in den Glower See und verlässt ihn durch eine weitere Engstelle zum Leißnitzsee, an dessen Nordende Wanderer und Radfahrer die Spree auf der Handseilzugfähre Leißnitz passieren können.
Glowe ist über die K6715 von Leißnitz aus zu erreichen, die Straße führt aber am eigentlichen Ortskern vorbei weiter nach Sarkow.

## Geschichte

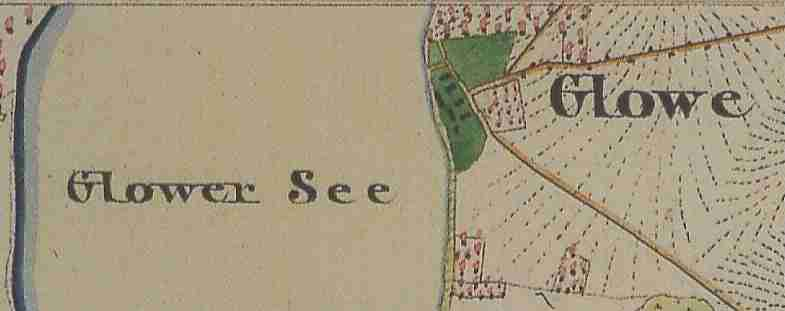
Glowe auf dem Urmesstischblatt 3951 Trebatsch von 1846

Der Ort wird 1415 erstmals in einer Urkunde genannt. Der Name wird von einer aso. Grundform * Glova = Haupt, Kopf abgeleitet. Der Glower See war das kopfartige Ende des Schwielochsees; der Hals wurde durch die Mündung der Spree in den Schwielochsee erst geschaffen. Nach dem Historischen Ortslexikon ist Glowe der Dorfstruktur nach eine Zeile. Die Häuser lagen auf beiden Seiten der Straße, die annähernd parallel zum Ufer des Schwielochsees verläuft. Das Rittergut lag ursprünglich am südlichen Ende der Zeile. Heute hat sich der Ort auch südlich und nördlich des Schlosses ausgedehnt sowie entlang des Weges nach Sarkow. Die Geschichte des Ortes und seiner Besitzer ist nur sehr lückenhaft dokumentiert.
Glowe gehörte im Mittelalter und frühen Neuzeit zur Herrschaft Beeskow und wurde im Laufe der frühen Neuzeit Grenzdorf. Zwischen Glowe einerseits sowie Leißnitz und Sarkow andererseits verlief die Grenze zur Niederlausitz, die 1635 als böhmisches Lehen sächsisch geworden war. Die ursprünglich ebenfalls zur Niederlausitz gehörenden Herrschaften Beeskow und Storkow verpfändete Ulrich V. von Biberstein 1518 um 45.000 Rheinische Gulden an Bischof Dietrich von Lebus. 1556 wurden beide Herrschaften als Pfand an den brandenburgischen (Mit-)Kurfürsten Johann von Küstrin weitergereicht. Nach dessen Tod 1571 fiel sein (Teil-)Kurfürstentum an die Hauptlinie zurück. Nach gescheiterten Versuchen das Pfand wieder einzulösen und weiteren Erhöhungen der Pfandsumme kamen die beiden Herrschaften 1576 schließlich als Lehen und damit endgültig an den damaligen Kurfürsten Johann Georg von Brandenburg. Die beiden Herrschaften blieben jedoch formell bis zum Frieden von Berlin 1742 ein Lehen der böhmischen Krone.
1421 belehnte der jüngere Hans von Biberstein die Witwe Dietrichs von Zickow auf dem Kiez mit dem Freihof im Kiez, dem Dorf Glowe und weiteren Besitzungen, d. h., dass auch Dietrich von Zickow schon vorher im Besitz von Glowe war. 1448 war Glowe in den Besitz von Hans von Zicko gekommen, der ebenfalls sein Haus (oder Sitz) im Kietz von Beeskow hatte. 1462 erteilte Wenzel von Biberstein seine Zustimmung zur Belehnung der Ehefrau des Mathias Eisvogel mit dem Freihof im Kietz bei Beeskow und einem Jahreszins in den Dörfern Glowe und Limsdorf als Leibgedinge. 1489 belehnte Hans von Biberstein den Kunz von Rottstock mit dem Freihof im Kietz in Beeskow, und den Dörfern Glowe und Limsdorf.
Im Erbregister der Herrschaft Beeskow von 1514 wird Glowe als Besitz derer von der Schulenburg ausgewiesen. Das Dorf Glowe bzw. des von Schulenburgk Leute hatte(n) dem beeskowischen Dorf Ranzig die mitte (Miete) von einen wehr Jährlichen geben müssen. Dieses Wehr zum Fischfang lag an der Engstelle zwischen Glower See und Leißnitzsee.
1505 hatte Werner (X.) von der Schulenburg, der in Pommern und der Uckermark begütert war, die Herrschaften Lübbenau und Neu Zauche gekauft und damit ersten Besitz für die von der Schulenburgs in der Niederlausitz erworben. Die Herrschaften Beeskow und Storkow hatten 1490, nach dem Aussterben der älteren Linie der Bibersteiner, die gemeinsam regierenden Herzöge und Kurfürsten Ernst und Albrecht von Sachsen übernommen. Sie hatten die beiden Herrschaften schon seit 1479 in Pfandbesitz. Erbberechtigt waren aber die Bibersteiner der jüngeren Linie. Nach langem Rechtsstreit erhielt Ulrich V. von Biberstein letztendlich 1511 die beiden Herrschaften zurück. 1515 war Werner (X.) von der Schulenburg gestorben und hatte seinen Besitz in der Niederlausitz seinen beiden Söhnen Jacob (I.) und Richard (II.) von der Schulenburg hinterlassen. Glowe wurde also noch von Werner (X.) von der Schulenburg und zwar im Zeitraum von 1505 bis 1514 erworben.
Im Erbregister der Herrschaft Storkow von 1518 wird nun ausdrücklich Jacob (I.) von der Schulenburg als Besitzer von Glowe genannt. 1519 verkaufte Hans von Lidlau, der Vormund der unmündigen Söhne des Caspar von Köckritz die Herrschaft Lieberose für 16.000 Gulden an Jacob (I.) und Richard (II.) von der Schulenburg. Unter dem Zubehör der Herrschaft wird nun auch Glowe mit der Schäferei und dem Wehr aufgeführt, was nur ein Irrtum des Urkundenschreibers aufgefasst werden kann. Die Herrschaft Lieberose war ein Lehen der böhmischen Adelsfamilie von Sternberg, Glowe war dagegen wie das Erbregister von 1518 und die folgende Urkunde von 1523 zeigen, ein Lehen der Herrschaft Beeskow. 1523 belehnte nämlich Bischof Dietrich von Lebus die Brüder Jacob (I.) und Richard (II) von der Schulenburg mit dem Dorf Glowe.
Nach dem Tod Jacob (I.) 1545 wurde sein Sohn Georg von der Schulenburg von Bischof Georg von Lebus mit dem Dorf Glowe belehnt.
Carl von Eickstedt berichtet nun, dass Georg (V.) von der Schulenburg 1555 nach dem Wechsel in manu dominante (i. e. nach der Wahl Johann VIII. von Lebus) hat das Dorf und die Feldmark Glowe, hat vor sich und seinen Vetter Joachim von der Schulenburg angesucht und Anregung (auf das Dorf Glowe) gethan, aber keine newe Lehnbrieffe (von Bischof Johann VIII. von Lebus) genommen hätte, d. h., er hat das Lehen zurückgegeben. Bei der Belehnung der von der Schulenburg mit der Herrschaft Lieberose 1665 wird unter dem Zubehör zur Herrschaft anstatt Glowe der kleine Ort Möllen östlich des Schwielochsees aufgeführt. Dieser war bis spätestens 1574 in den Besitz derer von der Schulenburg gekommen und blieb von nun an bei der Herrschaft Lieberose bis zur Mitte des 19. Jahrhunderts.

## Glowe im Besitz derer von Hobegk (Hobeck)
Nach Zedler-Neukirch sollen die Herren von Hobeck bereits um 1550 im Besitz von Glowe gewesen sein, die Aussage ist urkundlich aber nicht belegt. und widerspricht sogar dem Urkundenbeleg von 1555. Der Besitzwechsel kann damit erst 1555 oder danach stattgefunden haben. Das Historische Ortslexikon gibt an, dass Glowe bis 1649 im Besitz derer von der Schulenburg war. Es blieb sehr wahrscheinlich ein Afterlehen derer von der Schulenburg, denn mit dem Tod des letzten von Hobeck 1812 bemächtigten sich Dietrich Ernst Otto Albrecht und Friedrich Ferdinand Bernhard Achatz von der Schulenburg, die das Gut danach an Johann Simon August Wollkopf verkauften. Glowe war nun spätestens ab Mitte des 17. Jahrhunderts mit dem Dorf Sarkow in der Hand derer von Hobeck vereinigt. Nach Kneschke sollen die von Hobeck bereits 1579 im Besitz von Garcko gewesen sein, was als Schreibfehler für Sarkow gewertet wird. 1565 musste das Gut Glowe dem Lehenherrn im Kriegsfall ein gerüstetes Pferd stellen. 1621 gehörte Sarkow dem Joachim von Hobegk. 1652 berichtete der Landreiter, dass das Gut Glowe einschließlich des Dorfschulzen und vier Bauern dem Joachim Ludewig von Hobeck gehörte.
Ledebur gibt an, dass Glowe 1724 im Besitz der Hobegk war. Nach Bratring gehörte Sarkow 1801 einem v. Howey, dem auch das Dorf Glowe gehörte. In anderem Zusammenhang schreibt Bratring von den „von Hobeck zu Glowe“. Für Sarkow kennt man immerhin noch einige Besitzer aus dem 17. und 18. Jahrhundert, die damit wahrscheinlich auch als Herren von Glowe infrage kommen, wenn die beiden Güter tatsächlich immer in einer Hand geblieben sind. Nach Ledebur soll die Familie von Hobegk bis 1803 im Besitz von Glowe gewesen sein.

## 19. Jahrhundert
1812 starb Ernst von Howeg und Sarkow fiel an Dietrich Ernst Otto Albrecht und Friedrich Ferdinand Bernhard Achatz von der Schulenburg, die das Gut umgehend an Johann Simon August Wollkopf, 1812 verkauften. Dieser Ernst von Hobeck ist sicher der Gottlob Ernst von Hobeck, der 1763 nach dem Tod seines Vaters Gottlob Erdmann zusammen mit seinem Bruder Wilhelm Friedrich den Lehenseid auf den Landvogt der Niederlausitz für Sarkow leistete. Das Gut Glowe war jedoch im Gegensatz zu Sarkow ein Lehen der Herrschaft Beeskow, sodass es nicht an die von der Schulenburg gefallen ist. Nach einer zeitlichen Lücke von 25 Jahren ist 1837 und 1840 nachweislich die Fischergemeinde auf dem Kietz zu Beeskow im Besitz des Dorfes. Für 1845 und 1850 ist Karl Gustav Heinrich als Besitzer von Glowe nachgewiesen. Ihm folgte im Zeitraum von etwa 1853 bis etwa 1861 Wilhelm Kurt Freiherr von Buddenbrock (* 9. April 1833 zu Treptow an der Rega, heute Trzebiatów, preuß. Hauptmann und Kompaniechef im Garde-Füsilierregiment, Heirat am 4. Februar 1861 zu Glowe mit Eva Penelope de Montmorency). Das Historische Ortslexikon führt nun ohne zeitliche Angaben an, dass danach Otto Stavenhagen folgte. 1874 nennt das Amtsblatt des Regierungsbezirk Potsdam einen Gutsbesitzer namens Otto (hier wohl Nachname gemeint). Ab 1876 ist Roderich von Bannasch Besitzer des Rittergutes Glowe, das damals eine Größe von 178 ha hatte. Bannasch ist bis 1893 in Glowe nachgewiesen und besaß auch das Gut Pełkity in Ostpreußen. Er starb vor 1893. 1893 heiratete Dr. phil. August Gutzmer die Witwe des vorigen Gutsbesitzers Helene von Bannasch und übernahm das Gut. Er bewirtschaftete es aber nur ein Jahr und verkaufte es Ostern 1894. Zwischen 1902 und 1906 gehörte das Rittergut Glowe Erich Merkens (1864–1946), der auch einige Jahre Gutsbesitzer in Kossenblatt war. In diesem Zeitraum nahm Paul von Salis das Haus von Erich Merkens in Glowe auf. 1907–1909 besaß Karl August Georg von Albedyhll (* Sarben, + 30. April 1916 in Klessin) das Rittergut Glowe. Er kaufte später das Rittergut Klessin. Ab 1910 gehörte das Rittergut Glowe dem Bankdirektor Siegfried Hauptmann. Er ließ das Gut von einem W. Müller verwalten. Hauptmann ist noch 1923 als Besitzer von Glowe verzeichnet. Das Gut (entsprach auch dem Gutsbezirk) hatte ein Gesamtgröße von 324 ha, davon 150 ha Acker und Gartenland, 20 ha Wiese, 4 ha Hutung, 20 ha Forst. 26 ha Unland (landwirtschaftlich nicht nutzbares Land) und 104 ha Wasser. Der Tierbestand wird mit 12 Pferden, 50 Stück Rindvieh, darunter 27 Milchkühen und 100 Schweinen angegeben. Reisinger nennt ohne genaues Datum noch einen weiteren Besitzer für das 20. Jahrhundert, einen gewissen Zeschmann. Das Adressbuch Spreewald von 1929/30 nennt ihn Paul Zeschmann. 1929 gehörte das Rittergut Glowe Frau Marie verwitwete Zeschmann geb. Gurian. Der gerichtliche Verwalter war ein gewisser Breitkreuz.

## Das Dorf Glowe
1519 gehörte zu Glowe ein (Fisch-)Wehr und eine Schäferei. Die Einwohner von Glowe zahlten für die Nutzung des Wehrs zum Fischfang Miete an das Dorf Ranzig. Für 1576 werden drei in Glowe ansässige Bauern genannt. 1600 hatte das Dorf 16 (Bauern-)Hufen. 1652 bebaute der Schulze allein acht Hufen, zwei Bauern je drei Hufen. Im Dorf waren außerdem drei Fischer ansässig. 1692 werden weiterhin drei Bauern (mit acht und je drei Hufen) genannt, jedoch keine Fischer mehr. Dafür hatte sich ein Schneider im Dorf angesiedelt. Auf den Feldern wurde im Durchschnitt das dritte Korn geerntet. Die Bauern hatten keine Wiesen und es gab kein Brennholz auf der Feldmark. Sie hielten einige Schafe, und es wurde etwas Weinbau betrieben. 1745 gab es nur noch einen Bauern in Glowe sowie zwei Kossäten und einen Fischer. 1775 gab es in Glowe vier Feuerstellen und 29 Bewohner. 1801 war auch der letzte Bauer ausgekauft und dessen Land zum Rittergut gezogen worden.
In Glowe lebten damals neben der Gutsbesitzerfamilie drei Ganzkossäten und ein Hirte. 1837 gab es fünf Wohnhäuser. 1845 hatte der Gutsbesitzer auch noch einen Kossätenhof an sich gezogen. 1858 bestand das Dorf aus sechs Wohnhäusern und elf Wirtschaftsgebäuden, darunter auch eine Ziegelei. Die Ziegelei ist aber auf dem Urmesstischblatt von 1846 noch nicht eingezeichnet; sie muss also nach 1846 eingerichtet worden sein. Auf der Topographischen Karte 1:25.000 Blatt 3951 Beeskow von 1903 ist keine Ziegelei (mehr) verzeichnet; ist also schon vorher wieder eingegangen. Für 1867 werden neun Familien mit 47 Familienmitgliedern in sechs Wohngebäuden genannt. 1871 hatte Glowe 57 Einwohner. In der Topographischen Karte 1:25.000 sind im südlich des Ortskern gelegenen Luch Torfstiche eingezeichnet. Bei der Auflösung der Patrimonialgerichte 1849 und Schaffung der Gutsbezirke, wurde kein Gemeindebezirk geschaffen, sondern die gesamte Feldmark ging in den Gutsbezirk ein. 1900 hatte der Gutsbezirk eine Größe von 324 ha. Der Gutsbezirk Glowe wurde erst 1928 in die Gemeinde Sarkow eingegliedert. Damit wechselte Glowe auch den Kreis, vom Kreis Beeskow-Storkow zum Kreis Lübben.
| Bevölkerungsentwicklung von 1774 bis 1927 | Bevölkerungsentwicklung von 1774 bis 1927 | Bevölkerungsentwicklung von 1774 bis 1927 | Bevölkerungsentwicklung von 1774 bis 1927 | Bevölkerungsentwicklung von 1774 bis 1927 | Bevölkerungsentwicklung von 1774 bis 1927 | Bevölkerungsentwicklung von 1774 bis 1927 | Bevölkerungsentwicklung von 1774 bis 1927 | Bevölkerungsentwicklung von 1774 bis 1927 | Bevölkerungsentwicklung von 1774 bis 1927 |
| ----------------------------------------- | ----------------------------------------- | ----------------------------------------- | ----------------------------------------- | ----------------------------------------- | ----------------------------------------- | ----------------------------------------- | ----------------------------------------- | ----------------------------------------- | ----------------------------------------- |
| Jahr                                      | 1774                                      | 1801                                      | 1818                                      | 1837                                      | 1858                                      | 1871                                      | 1895                                      | 1925                                      |                                           |
| Einwohner                                 | 29                                        | 25                                        | 25                                        | 33                                        | 46                                        | 52                                        | 39                                        | 44                                        |                                           |

Zum 1. April 1939 verlor auch Sarkow seine Selbständigkeit und wurde nach Leißnitz eingemeindet. 1950 wurde Glowe als Wohnplatz bezeichnet. 1957 und 1973 hatte es die rechtliche Stellung eines Ortsteils von Leißnitz. 1992 schloss sich Leißnitz mit 15 anderen Gemeinden zum Amt Friedland zusammen. Am 31. März 2001 entstand aus dem Zusammenschluss der meisten der amtsangehörigen Gemeinden, darunter auch Friedland, die neue Stadt Friedland. Seither ist Glowe ein Wohnplatz im Ortsteil Leißnitz der Stadt Friedland.

## Kirchliche Zugehörigkeit
Glowe war zur Wendischen Kirche in Friedland eingepfarrt. Es gehört heute zur Evangelischen Kirchengemeinde Niewisch-Friedland.

## Schloss Glowe
Das Herrenhaus in Glowe wird heute auch als Schloss Glowe bezeichnet. Nach Reisinger soll es aus dem Anfang des 20. Jahrhunderts stammen. Der Bauherr ist unbekannt. Im Schloss war bis 1993 ein Pflegeheim untergebracht. 2005 kaufte ein Privatmann das Schloss und ließ es komplett renovieren. Da im Privatbesitz, ist es nicht öffentlich zugänglich. 2019 wurde im Schloss die Webvideo-Serie Krass Klassenfahrt und 2020 die Fernsehserie Die Mädchen-WG gedreht.